# كوزل
كوزل (بالألمانية: Kusel) هي مدينة وبلدة ألمانية تقع في ألمانيا في كوزل. يقدر عدد سكانها بـ 4,984 نسمة.

## المدن التوأمة
مدينة زالاجيرسيج هي مدينة توأمة لـكوزل.

## أعلام
- هيرمان ورث
- فريديريك هنري والثر
- بول باور
- فيلهالم دانيال يوزاف كوخ
- مارجيت كونراد
- فريتز فوندرليش
- أكسل ويبر